# Lista primarilor Buzăului
Aceasta este o listă a primarilor orașului Buzău. Lista include și persoane care au condus orașul înainte de 1864, când s-a înființat funcția de primar în urma unei reforme a administrației publice; aceștia au purtat titulatura de prezidentul maghistratului.

## În Țara Românească
- 1831 Spiridon Ivanov
- 1836-1838 Dumitrache Sărățeanu
- 1840-1848 Ion Marghiloman
- 1848 Caloian Cătănescu
- 1852 Stan Stănescu
- 1857 Ghiță Chirculescu

## În Principatele Unite ale Moldovei și Țării Românești, Principatul și apoi Regatul României
- 1859 Gheorghe Vlădescu
- 1859-1863 Ghiță Dăscălescu
- 1864-1874 Nae Stănescu
- 1874-1876 Ghiță Dăscălescu
- 1876-1877 Nae Stănescu
- 1883-1888 Nicu Constantinescu
- 1888 (aprilie) - 1889 (noiembrie) Iancu Demetriade
- 1889-1890 Nicu Constantinescu
- 1890 Alex Demetriade
- 1890-1892 Nicu Constantinescu
- 1892 (ianuarie) - 1893 (martie) Iancu Demetriade
- 1893 (martie) - 1893 (noiembrie) Anton Bărdescu
- 1893 (noiembrie) - 1894 (noiembrie) Athanasie Cătuneanu
- 1895-1899 Nicu Constantinescu
- 1899-1901 Emil Teodoru
- 1901-1905 Nicu Constantinescu
- 1905-1907 Emil Teodoru
- 1907-1909 (noiembrie) Athanasie Cătuneanu

## Ocupația germană dinprimul război mondial
- 1918 C.C. Iarca
- 1918 (martie-octombrie) C. Filotti

## Perioada interbelică
- 1918-1919 Justin Stănescu
- 1919 C. Ialomițeanu
- 1919-1920 Gh. Stambuliu
- 1920-1921 Artene Moldoveanu
- 1921-1923 Petrache Gheorghiu
- 1923-1926 Gh. V. Stănescu
- 1926 Anton Filoti
- 1926-1927 Matei Postelnicescu
- 1927-1928 (decembrie) Virgil Popescu
- 1928 (decembrie) - 1931 (mai) Pretor Grigorescu
- 1931 (mai) - 1932 (aprilie) Constantin N. Popescu
- 1932 (aprilie-iunie) Alex Șerdinescu
- 1932 (iunie) - 1933 (noiembrie) Em. Homorâceanu
- 1933 (noiembrie) - 1937 (decembrie) Stan Săraru
- 1937 (decembrie) - 1938 (februarie) C. Barbu Teodorescu
- 1938 (februarie) - 1939 (ianuarie) Amadeu Locusteanu
- 1939 (ianuarie) - 1940 (iunie) Valeriu Trandaf
- 1940 (iunie-septembrie) Constantin Tegăneanu

## Perioada guvernelor antonesciene
- 1940 (septembrie) - 1941 (ianuarie) N. Ispas
- 1941 (ianuarie-decembrie) Vasile Teodorescu
- 1942-1944 Gheorghe Marinescu

## Perioada ocupației sovietice și a guvernelor comuniste
- 1944-1946 Dobre Chiteș
- 1946 (19 noiembrie) - 1948 (20 februarie) Leonard Suciu
- 1948 (20 februarie) - 1950 (3 decembrie) Nicolae Mocanu
- 1950 (3 decembrie) - 1952 (30 noiembrie) Vasile Modoran
- 1952-1953 Constantin Zamfir
- 1953 (30 noiembrie) - 1956 (aprilie) Alexandru Filipache
- 1956 (aprilie) - 1958 (iulie) Gheorghe Popescu
- 1958 (iulie) - 1963 (octombrie) Alexandru Florescu
- 1963 (octombrie) - 1968 (ianuarie) Nicu Stroe
- 1968-1972 Alexandru Florescu
- 1968 (ianuarie) - 1971 (ianuarie) Vasile Negoescu
- 1971 (ianuarie) - 1976 (noiembrie) Gheorghe Milu
- 1976 (noiembrie) - 1979 (octombrie) Gheorghe Nicolae
- 1979 (octombrie) - 1986 (iulie) Constantin Dochia
- 1986 (iulie) - 1987 (decembrie) Ilie Călugăru
- 1987 (decembrie) - 1989 (septembrie) Remus Țolea
- 1989 (septembrie-decembrie) Victoria Mușat

## Dupărevoluția din 1989
- 1990 (9 ianuarie-iunie) Petre Partal
- 1990 (iunie) - 1992 Vasile Moraru
- 1992-1996 Ștefan Frățilă
- 1996-2016 Constantin Boșcodeală
- 2016-prezent Constantin Toma